# 18 de juliol (obra)
18 de juliol és un poema visual de l'artista català Joan Brossa, creat el 1969, en context franquista. Es tracta d'un bitllet de tren emès per RENFE i datat del 18 de juliol del 1970, que té una panerola (o escarabat) de plàstic a sobre. La data que hi pren pes coincideix amb la del cop d'estat del 1936 a Espanya. La peça s'engloba dins de l'obra «insòlita» o «transgressora» del poeta.
L'obra va ser adquirida pel Museu d'Art Contemporani de Barcelona el 2011. Dins del museu, pertany a la Col·lecció MACBA. A més, el 2019, va formar part de l'exposició «Poesia Brossa» del Museu Nacional de Belles Arts de Buenos Aires i el Centre Cultural Kirchner, que va tenir lloc a la capital de l'Argentina pel centenari del naixement de Brossa.
- Reinterpretació de l'obra mitjançant IA